# Tomoplagia quinquefasciata
Tomoplagia quinquefasciata är en tvåvingeart som först beskrevs av Macquart 1835.  Tomoplagia quinquefasciata ingår i släktet Tomoplagia och familjen borrflugor.
Artens utbredningsområde är Paraguay. Inga underarter finns listade i Catalogue of Life.